# Col de la Forclaz
El Col de la Forclaz es un puerto de montaña situado en los Alpes suizos que culmina a 1527 m s. n. m., cerca de Martigny, en el Cantón de Valais, capital del Distrito de Martigny.
Esta carretera conecta la ciudad de Martigny con la comuna suiza de Finhaut

## Ciclismo
El col de la Forclaz ha sido subido o sorteado en un total de 7 ocasiones, 6 en el Tour de Francia y 1 en el Giro de Italia. Siempre ha estado clasificado en la categoría Hors-Catégorie (HC, o en castellano, de Categoría Especial). 
La longitud del puerto es de 13 km y su pendiente media del 7,9%.
Nunca una etapa ha finalizado en el col de la Forclaz, siempre se ha bajado, habitualmente hasta Chamonix-Mont Blanc.
Los corredores que han pasado en primer lugar por la cima del puerto son:

### Vencedores en el Tour de Francia
| Año  | Etapa | Inicio de la etapa | Categoría de la subida | Vencedor            |
| ---- | ----- | ------------------ | ---------------------- | ------------------- |
| 2016 | 17    | Berna              | 1                      | Rafał Majka         |
| 1977 | 16    | Morzine            | 1                      | Antonio Menéndez    |
| 1969 | 9     | Thonon-les-Bains   | 1                      | Roger Pingeon       |
| 1966 | 18    | Ivrea              | 1                      | Edy Schutz          |
| 1963 | 17    | Val-d'Isère        | 1                      | Federico Bahamontes |
| 1959 | 16    | Saint-Vincent      | 2                      | Gérard Saint        |
| 1948 | 15    | Aix-les-Bains      | 2                      | Apo Lazaridès       |